# 君临天下 (EP)
《君临天下》是中国内地歌手刘惜君于2008年7月8日发行的一张EP，共收录了3首歌曲，此外还附赠一首儿童版的《欢乐世界》。

## 简介
- 同名主打歌曲《君临天下》是深圳欢乐谷“魔幻嘉年华”的主题曲。
- 《欢乐世界》是深圳欢乐谷魔幻剧《幻城》的主题曲。
- 《心有爱，人有情》本为刘惜君录制的一首汶川大地震赈灾歌曲，后收录进EP。

## 曲目
| #  | 曲名             | 长度  | 作曲 | 作词               | 编曲 |
| -- | ---------------- | ----- | ---- | ------------------ | ---- |
| 01 | 欢乐世界         | 04:30 | 秋言 | 秋言、邱雅         | 张旋 |
| 02 | 君临天下         | 03:41 | 秋言 | 秋言、邱雅、李向阳 | 张旋 |
| 03 | 心有爱，人有情   | 04:03 | 秋言 | 秋言               |      |
| 04 | 欢乐世界(儿童版) | 04:26 | 秋言 | 秋言、邱雅         | 张旋 |